# Küsten-Sandlaufkäfer
Der Küsten-Sandlaufkäfer (Cicindela maritima) ist ein Laufkäfer aus der Familie der Sandlaufkäfer.

## Beschreibung
Die Käfer sind 10 bis 13 Millimeter lang. Sie sind den Dünen-Sandlaufkäfern ähnlich und haben aber intensiver kupferfarbene Flügeldecken mit gelben Zackenbinden. Das Flügeldeckenfeld ist bei dieser Art stärker nach hinten geknickt als bei den Dünen-Sandlaufkäfern.

## Vorkommen
Sie kommen in Europa und Asien in litoralen Lebensräumen (an Ufern von Flüssen, Seen und Meeren) vor. In Deutschland nur auf salzbeeinflussten Böden an der Küste der Ost- und Nordsee. Ihre Bestände sind aufgrund intensivster Nutzung geeigneter Habitatstrukturen durch den individuellen Freizeitverkehr extrem stark zurückgegangen. Es muss mit dem Aussterben der sehr wenigen verbliebenen Populationen in Deutschland gerechnet werden!